# 9e régiment d'infanterie de ligne (royaume de Hollande)
Pour les articles homonymes, voir 9e régiment.
Le 9e régiment d'infanterie de ligne (néerlandais : 9de Regiment Infanterie van Line) est une unité militaire de la République batave puis du royaume de Hollande, créée en 1805 et dissoute en 1810.

## Création et différentes dénominations
- 1805 : formation du 8e régiment d'infanterie de ligne par amalgame des 10e, 19e et 20e bataillons d'infanterie[1]
- 1806 : renommé 9e régiment d'infanterie de ligne
- 1810 : incorporé dans le 4e régiment d'infanterie de ligne

## Historique des opérations
Le régiment est créé en 1805 sous le nom de 8e régiment d'infanterie de ligne, à trois bataillons. En août, ses 1er et 2e bataillons font partie de la division batave de l'armée du général Marmont engagée en Allemagne.
Le régiment prend le numéro 9 lorsque le régiment de grenadiers de la Garde royale reçoit le numéro 1. Les 1er et 2e bataillons du régiment sont rattachés à la 2e brigade de la 1re division du corps d'armée royal hollandais engagé dans la campagne de Poméranie en avril 1807. Réduit à deux bataillons par décret du 15 novembre 1807, le 9e de ligne revient en Hollande en janvier 1808. Il repasse à trois bataillons en août 1808.
En avril 1809, le régiment fait partie du Xe corps (Jérôme de Westphalie), au sein de la 2e brigade du corps auxiliaire hollandais. Il se distingue à la bataille de Stralsund, où sont anéantis les rebelles prussiens du major von Schill. Le 10 juin 1810, le 9e de ligne est incorporé dans le 4e de ligne.

## Uniformes
Le régiment portait un uniforme de style français mais blanc à couleur distinctive noire.